# Taylor Mill (Kentucky)
Taylor Mill es una ciudad ubicada en el condado de Kenton en el estado estadounidense de Kentucky. En el Censo de 2010 tenía una población de 6604 habitantes y una densidad poblacional de 406,02 personas por km².

## Geografía
Taylor Mill se encuentra ubicada en las coordenadas 39°0′32″N 84°29′58″O / 39.00889, -84.49944. Según la Oficina del Censo de los Estados Unidos, Taylor Mill tiene una superficie total de 16.27 km², de la cual 15.89 km² corresponden a tierra firme y (2.32%) 0.38 km² es agua.

## Demografía
Según el censo de 2010, había 6604 personas residiendo en Taylor Mill. La densidad de población era de 406,02 hab./km². De los 6604 habitantes, Taylor Mill estaba compuesto por el 96.12% blancos, el 0.79% eran afroamericanos, el 0.21% eran amerindios, el 0.92% eran asiáticos, el 0.06% eran isleños del Pacífico, el 0.35% eran de otras razas y el 1.54% pertenecían a dos o más razas. Del total de la población el 1.36% eran hispanos o latinos de cualquier raza.